# Cricotopus dibalteatus
Cricotopus dibalteatus är en tvåvingeart som beskrevs av Freeman 1956. Cricotopus dibalteatus ingår i släktet Cricotopus och familjen fjädermyggor. Inga underarter finns listade i Catalogue of Life.